# B・G・B・G・B
『B・G・B・G・B』（ビー・ジー・ビー・ジー・ビー）は、バブルカム・ブラザーズの初のベスト・アルバム。1992年5月21日発売。

## 解説
アルバム・タイトル『B・G・B・G・B』の意味は、"THE BUBLE GUM BROTHERS GREAT BEST"の頭文字である。

## 収録曲
1. SOUL大臣
2. FUNKY GAS
3. Beautiful People
4. ヘイ!TAX
5. HARLEM 125
6. うちひしがれても
7. フーチークーチーMOON
8. 渚のバード・ウォッチング
9. Torokel Lady
10. 恋はI MY ME MINE
11. RETURN TO ME
12. 気付いた時にはせつなくて
13. WON'T BE LONG